# Маасский тоннель
Маасский тоннель — тоннель под рекой Ньиве-Маас в Роттердаме. Состоит из двух веток: автомобильной и велосипедно-пешеходной. Является важной частью дорожной сети Роттердама, в день туннель используют 75 тысяч автомобилей, множество велосипедистов и пешеходов. Общая длина 1070 метров, длина закрытой части 550 метров. Самая низкая точка тоннеля — 20 м ниже уровня моря. Строительство туннеля началось в 1937 году и закончилось в 1942 году.

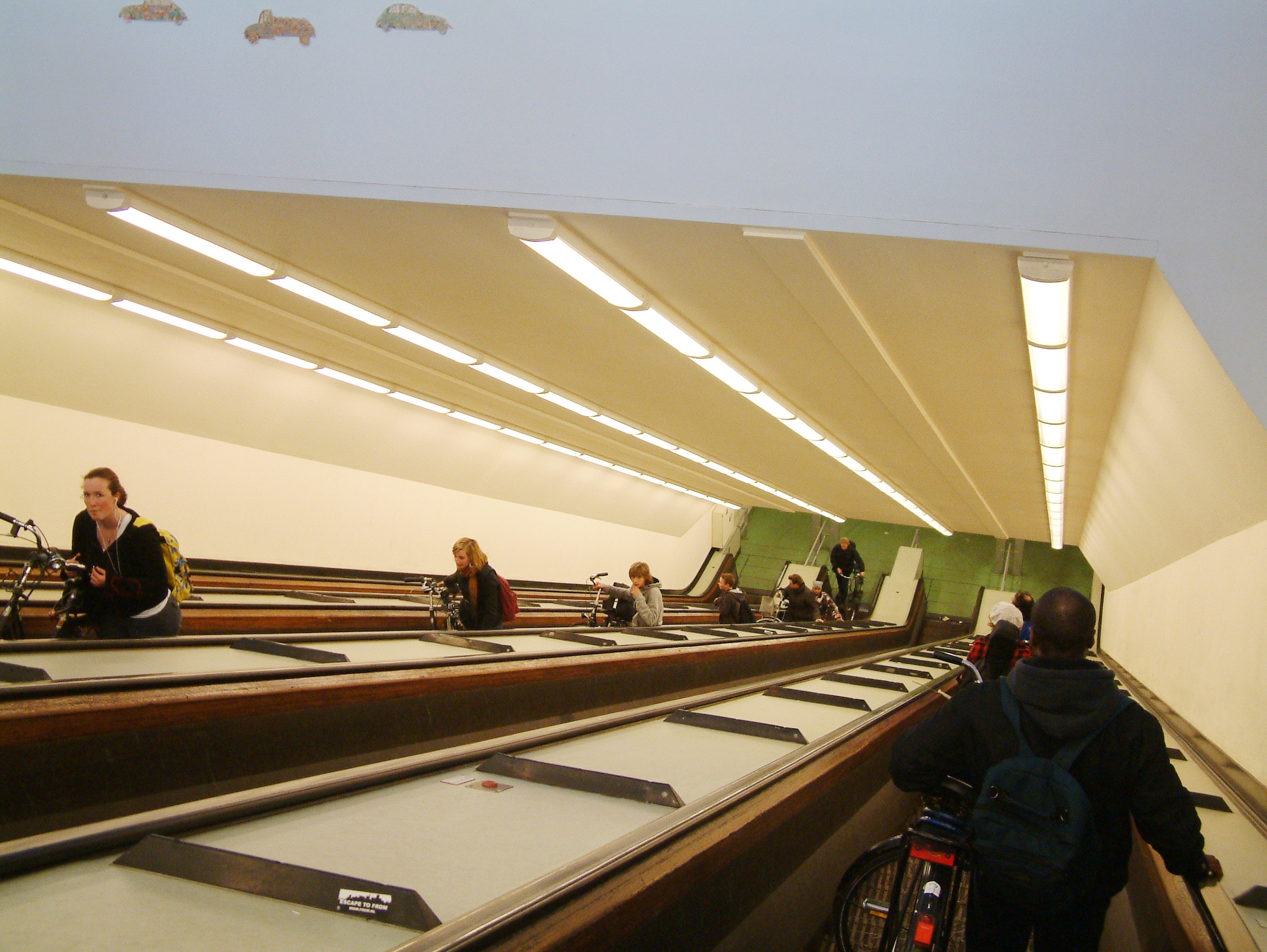
Эскалатор тоннеля

Строительству туннеля предшествовала длительная дискуссия. Хотя был консенсус за то, что два берега Ньиве-Маас необходимо соединить, обсуждался вопрос, следует ли построить мост или тоннель. Выяснилось, что строительство моста будет слишком дорогим, так как он должен быть достаточно высоким для обеспечения прохода судов в порт Роттердама. Поэтому было принято решение о строительстве тоннеля. 

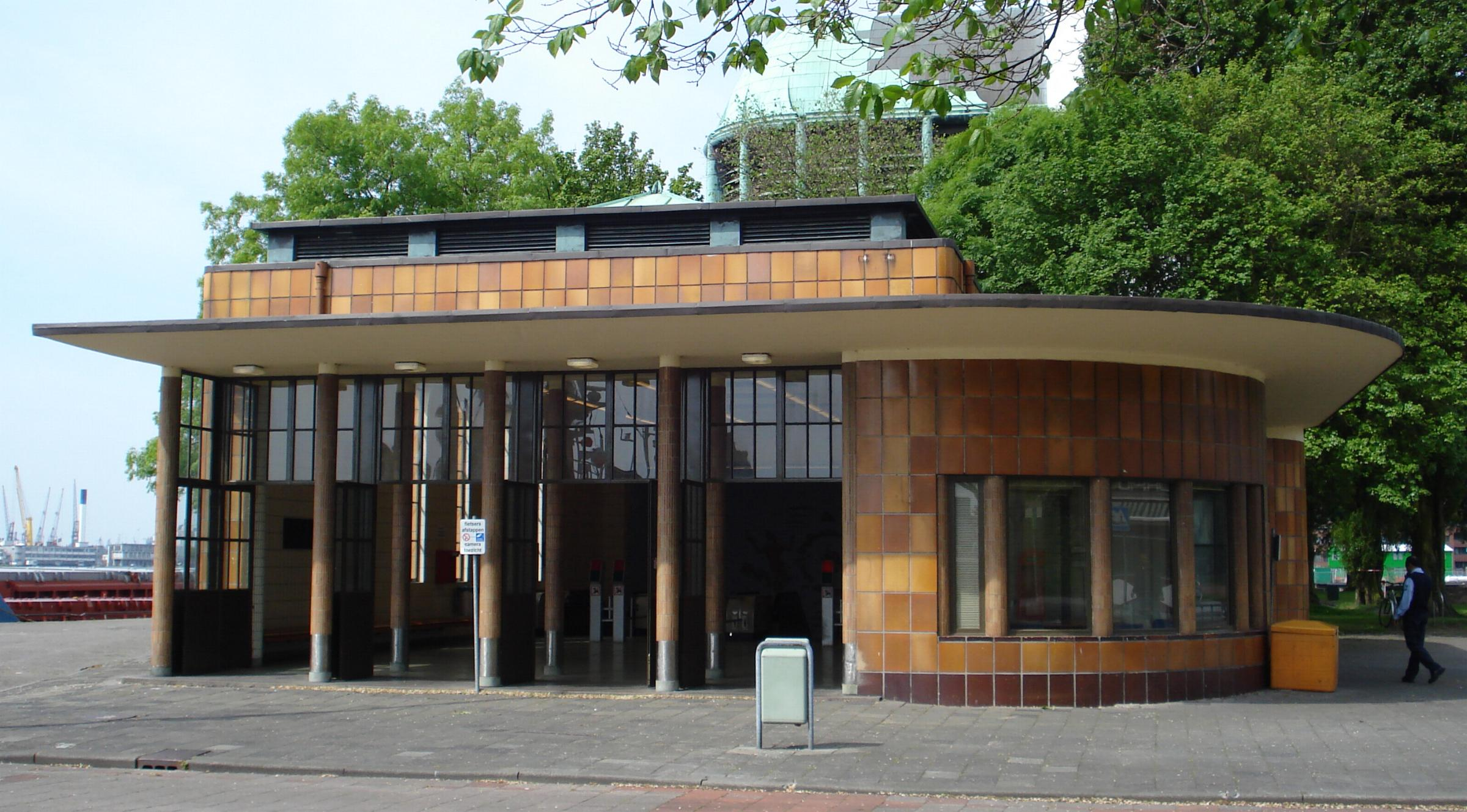
Вход в тоннель

Строительство велось методом погружённой трубы, когда заранее заготовленные элементы туннеля опускают в воду, соединяют между собой, а впоследствии закрывают снаружи. Каждая из девяти секций тоннеля имела в длину более 60 метров, высоту 9 метров и ширину 25 метров. Секции состояли из двух параллельных труб, одна для автомобильного тоннеля и другая для велосипедного. Для входа в велосипедный тоннель на обоих выходах из тоннеля (на двух берегах реки) построены эскалаторы и входные павильоны. Некоторое время в одной из вентиляционных башен находилась лаборатория, контролировавшая качество воздуха в тоннеле. 
Маасский тоннель был открыт для общественного пользования 14 февраля 1942 года и стал первым автомобильным тоннелем в Нидерландах. В конце Второй мировой войны в автомобильной нитке тоннеля были повешены провода контактной сети для троллейбусного движения. Хотя два экспериментальных троллейбуса были изготовлены, в Роттердаме так никогда и не было открыто троллейбусное движение. В 1944 году немецкие оккупационные власти заложили взрывчатку в тоннель так, чтобы его в любую минуту можно было взорвать. Провода контактной сети предполагалось использовать в качестве детонатора. Предположительно из-за саботажа Сопротивления взрыва так и не произошло.
В 1950-х годах около 40 000 велосипедистов использовали тоннель каждый день, в настоящее время их количество составляет всего около 4 500 в день, отчасти это связано с упадком велосипедного движения в 1960-е и 1970-е годы, а отчасти с тем, что в настоящее время появилось больше мостов и тоннелей .